# Chiến dịch tấn công hồ Naroch
Chiến dịch tấn công hồ Naroch là một trận đánh giữa Quân đội Đế quốc Nga và Quân đội Đế quốc Đức trên Mặt trận phía Đông của cuộc Chiến tranh thế giới thứ nhất, diễn ra từ ngày 18 tháng 3 cho đến ngày 14 tháng 4 năm 1916. Trận chiến mở màn với cuộc tiến công của quân Nga nhằm vào quân Đức để giảm áp lực cho quân Pháp trong trận Verdun khi ấy, và kết thúc với thất bại thê lương của quân Nga. Trong khi quân Đức không chuyển binh lực từ Verdun, tinh thần quân đội Nga bị suy sụp do thảm bại này. Chiến dịch tấn công hồ Naroch được xem là một điển hình cho sự yếu kém của nền quân sự Nga cũng như là một trong những thảm họa của nước Nga trong cuộc chiến tranh.
Quân đội Nga mở đầu chiến dịch này vào ngày 18 tháng 3 năm 1916 bằng một cuộc pháo kích ác liệt. Tuy nhiên, cuộc công pháo này cơ bản là vô hiệu. Tập đoàn quân số 2 của Nga tham gia trong cuộc tiến công này và có lợi thế về quân số trước Tập đoàn quân số 10 của Đức. Cuộc tập kích của lực lượng Bộ binh Nga sau khi pháo kích đã bị sa lầy trong lúc băng tuyết tan vào mùa xuân, và quân Nga đã trở thành "mồi ngon" cho súng máy của Quân đội Đức. Quân Đức đã đánh cho đối phương tan tành, và các cuộc công kích sau đó của quân Nga vào cuối tháng 3 năm 1916 đều thất bại, ngoại trừ một thắng lợi nhỏ nhoi của tướng Baluyev. Cho đến tháng 4 năm 1916, quân Nga tiếp tục tiến công nhưng cuối cùng quân Đức đã giành lại tất cả những đất đai mà quân Nga chiếm được. Cùng với sự tan băng vào mùa xuân, hỏa lực vượt trội của lực lượng Pháo binh Đức đã bẻ gãy chiến dịch tấn công của người Nga. Quân Nga phải hứng chịu thiệt hại nặng nề (trong số đó có nhiều người bị chết cóng), ngược lại quân Đức chịu tổn thất nhẹ nhàng hơn hẳn. Ngoài thương vong to lớn ra, cuộc tấn công của quân Nga - vốn không hề được chuẩn bị chu đáo - đã không thể làm nên bất cứ điều gì khác.
Một Sĩ quan báo chí thuộc Tổng hành dinh Stavka của Nga cũng phải thừa nhận sự thất bại thảm hại của quân đội mình trong chiến dịch này. Trận đánh hồ Naroch với chiến bại không nhỏ của quân Nga cũng là nỗ lực đầu tiên cho họ nhằm giải nguy cho quân Pháp khỏi cuộc tàn sát tại Verdun. Những chiến thuật mới mẻ của người Sĩ quan Pháo binh Đức là Georg Bruchmüller được xem là tâm điểm cho chiến thắng vang dội của Quân đội Đức trong một cuộc phản công ở trận chiến hồ Naroch. Ngoài ra, quân Đức cũng một lần nữa sử dụng hơi cay trong khi quân Nga không có gì để tránh khỏi hơi độc. Mặt khác, thất bại của quân Nga trong trận hồ Naroch chỉ đem lại cho Mặt trận phía Đông một giai đoạn tạm thời yên tĩnh.